# Joëlle Welfring

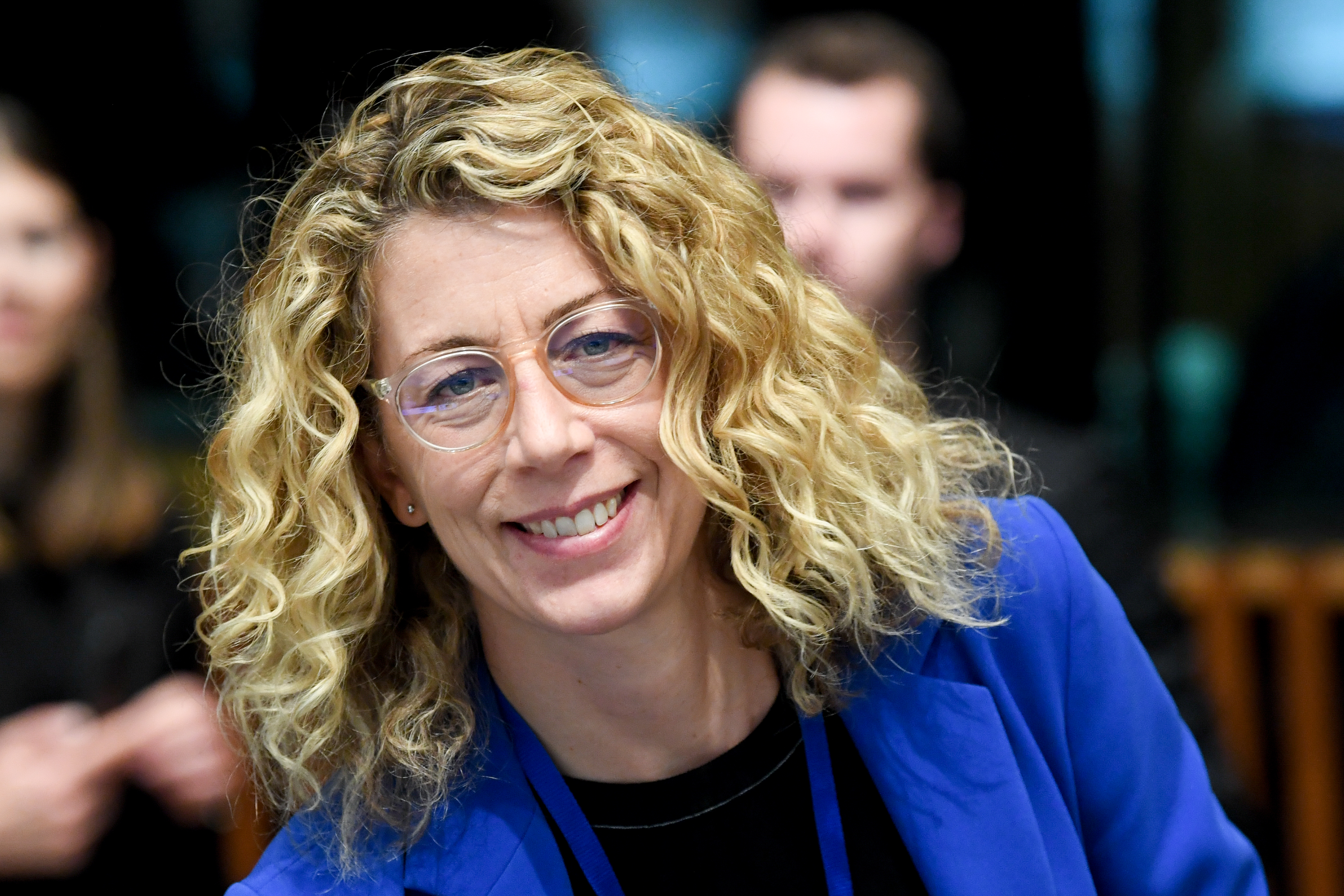
Joëlle Welfring (2022)

Joëlle Welfring (* 22. Juni 1974 in Esch an der Alzette) ist eine luxemburgische Politikerin (déi gréng).

## Leben
Joëlle Welfring studierte an der Universität Louis Pasteur in Straßburg Biochemie. Das Studium schloss sie 1997 mit einem Magister ab. Anschließend absolvierte sie einen Master in Umweltwissenschaften an der Brunel University in London.
Beruflich leitete sie von 2010 bis 2014 die Abteilung „Business Development“ am Centre de recherche public Henri Tudor. 2014 wurde sie stellvertretende Direktorin des Umweltamts, welches sie ab dem 1. April 2022 auch als Direktorin leitete. Nach dem Rücktritt von Carole Dieschbourg Ende April 2022 als Umweltministerin, übernahm sie dieses Amt am 2. Mai 2022 und führte dies bis zum 17. November 2023.
Am 8. Oktober 2023 wurde Welfring  bei der Kammerwahl 2023 in die Abgeordnetenkammer gewählt.